# Corydoras leopardus
Corydoras leopardus là một loài cá da trơn nước ngọt nhiệt đới thuộc chi Corydoras trong họ Callichthyidae. Loài này có lẽ được tìm thấy ở lưu vực sông Amazon, thuộc lãnh thổ Brazil. C. leopardus được mô tả lần đầu tiên vào năm 1933.
Tên của loài này, leopardus, có nghĩa là "con báo"; vì thế mà C. leopardus thường được gọi là cá chuột báo.

## Mô tả
C. leopardus trưởng thành dài khoảng 6 - 7,5 cm. Chúng thường sống ở tầng đáy của các sông hồ, thích hợp với môi trường nước có độ pH từ 6,5 đến 8,0, độ cứng của nước khoảng 2 - 25 dGH và nhiệt độ khoảng từ 22 đến 25 °C. Thức ăn chủ yếu của C. leopardus là giun, côn trùng, động vật giáp xác và rong rêu. Cá mái đẻ trứng trong thảm thực vật dày và không bảo vệ trứng. Ở C. leopardus trưởng thành, cá đực có xu hướng nhỏ hơn so với cá mái.
C. leopardus thường bị nhầm lẫn với loài họ hàng Corydoras trilineatus (cá chuột 3 sọc). Sự khác biệt rõ ràng nhất ở chúng là C. leopardus có mỏ dài và nhọn hơn so với C. trilineatus; ngoài ra, C. leopardus có kích thước lớn hơn so với C. trilineatus.
Tương tự như các loài khác trong Corydoras, C. leopardus cũng được nuôi làm cá cảnh.